# Mutatocoptops anulicornis
Mutatocoptops anulicornis är en skalbaggsart som först beskrevs av Heller 1926.  Mutatocoptops anulicornis ingår i släktet Mutatocoptops och familjen långhorningar.
Artens utbredningsområde är Filippinerna. Inga underarter finns listade i Catalogue of Life.